# Belgická fotbalová asociace
Belgická fotbalová asociace (RBFA, nizozemsky Koninklijke Belgische Voetbalbond, německy Königlicher Belgischer Fußballverband) je řídící orgán fotbalu v Belgii. Byl jedním ze zakládajících členů FIFA. Organizuje belgické ligové soutěže (Jupiler Pro League a další), a pohár. Pod její vedení spadá fotbalová reprezentace mužů a fotbalová reprezentace žen. Prezidentem je Pascale Van Damme.
V roce 1992 udělila FIFA Belgickému fotbalovému svazu cenu FIFA Fair Play.